# Villeneuve-lès-Avignon
Villeneuve-lès-Avignon is een gemeente in het Franse departement Gard (regio Occitanie). De gemeente telde 12.950 inwoners op 1 januari 2022. De plaats maakt deel uit van het arrondissement Nîmes.
Van de Middeleeuwen tot de Franse Revolutie was Villeneuve-lès-Avignon een versterkte grenspost van het koninkrijk Frankrijk. Forten controleerden de toegang tot de Pont Saint-Bénézet, beter bekend als de brug van Avignon. Deze brug over de rivier Rhône vormde eeuwenlang de grens tussen het koninkrijk Frankrijk en de pauselijke stadstaat Avignon. De Toren van Filips de Schone is een overblijfsel van de militaire forten.
Het gemeentelijk museum voor religieuze kunst is het Musée Pierre-de-Luxembourg, genoemd naar kardinaal Peter van Luxemburg.

## Geografie
De oppervlakte van Villeneuve-lès-Avignon bedroeg op 1 januari 2022 18,27 vierkante kilometer; de bevolkingsdichtheid was toen 708,8 inwoners per km². De gemeente ligt aan de Rhône. Een deel van het Île de la Barthelasse, een riviereiland tussen twee armen van de Rhône, behoort tot de gemeente.
De onderstaande kaart toont de ligging van Villeneuve-lès-Avignon met de belangrijkste infrastructuur en aangrenzende gemeenten.

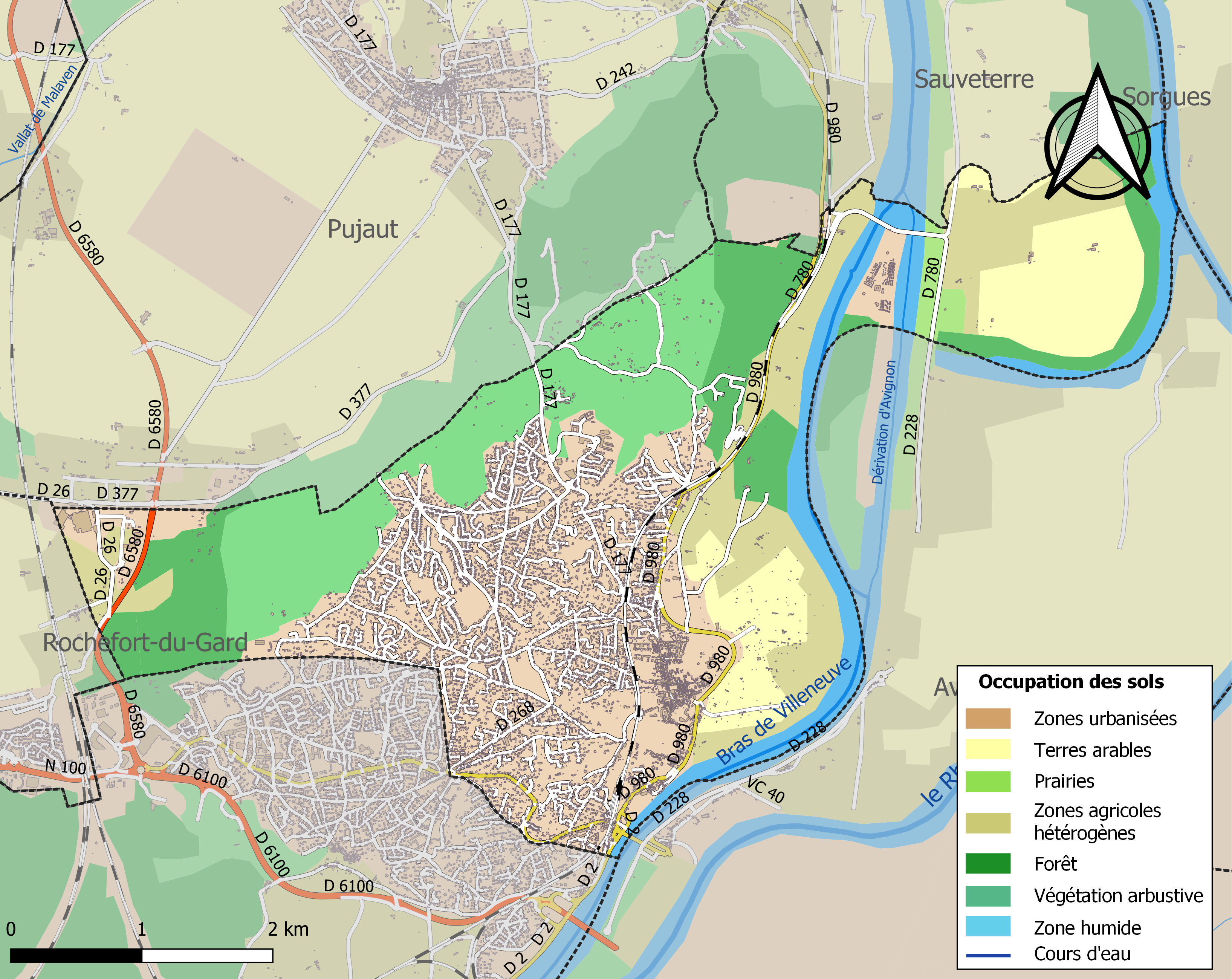

## Demografie
Onderstaande figuur toont het verloop van het inwonertal (bron: INSEE-tellingen).

## Geschiedenis

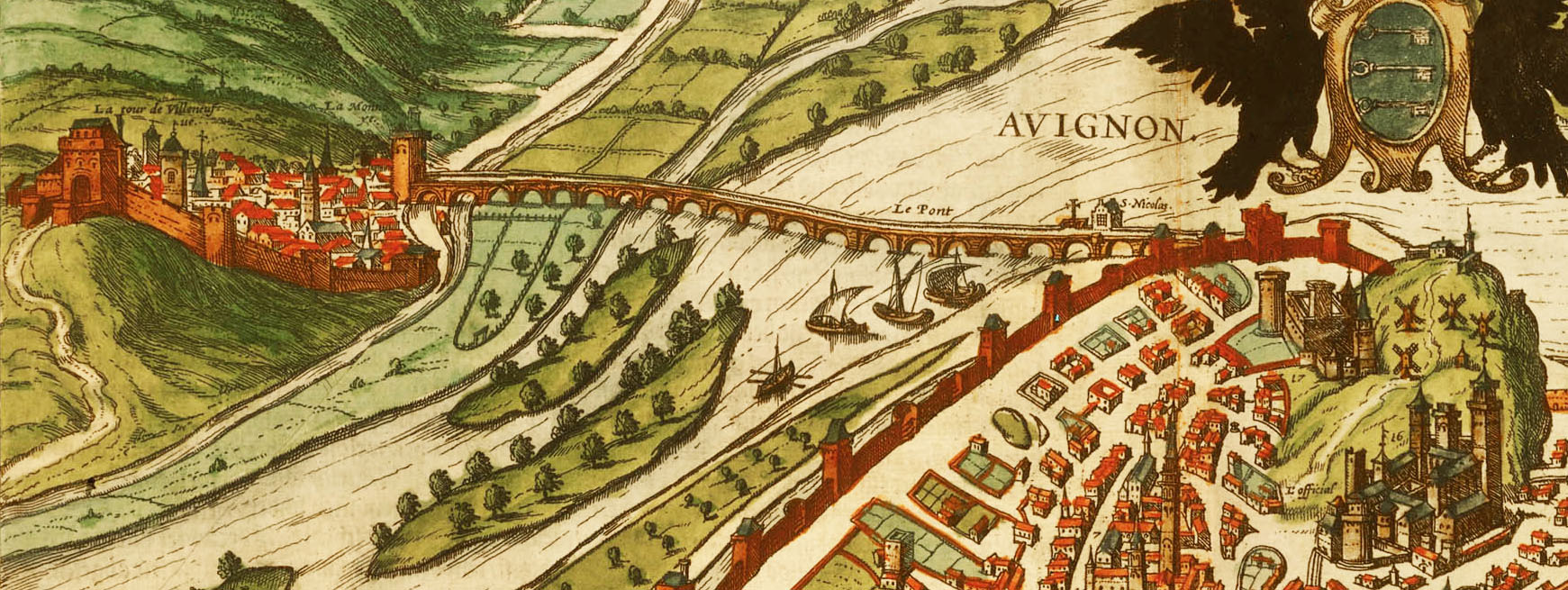
Pont Saint-Bénézet over de Rhône in de 16e eeuw; links Villeneuve-lès-Avignon in Franse handen en rechts Avignon in pauselijk gebied

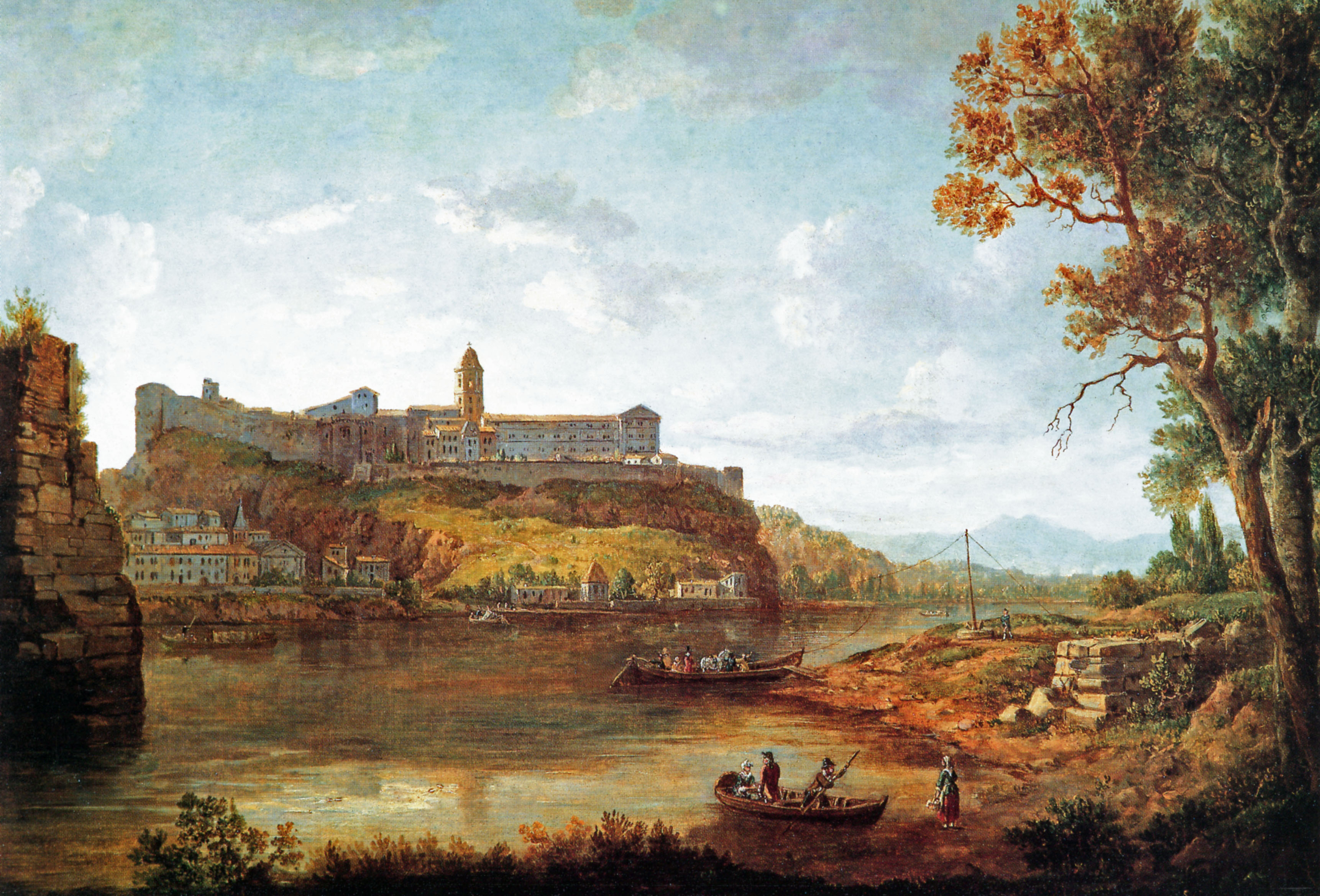
Abdij Saint-André in de 18e eeuw

Na de dood van de kluizenaar Casarie in de 6e eeuw werd een grafkapel voor hem gebouwd op de heuvel Mont Andaon. Dit werd een bedevaartsoord. In de 10e eeuw werd de benedictijner Abdij Saint-André gesticht op de Mont Andaon. Vandaaruit ontstond de plaats Bourg Saint-André op de flanken van de heuvel. De abdij bloeide en dit wekte de afgunst op van Avignon. Tussen 1177 en 1189 werd de Pont Saint-Bénézet over de Rhône gebouwd, op de fundamenten van een vroegere Gallo-Romeinse brug. De abt van de abdij Saint-André schonk aan de Franse koning Lodewijk VIII zijn wereldlijke macht over de rechteroever van de Rhône in 1226. Drie jaar later, na de Albigenzische kruistocht, bekwam Frankrijk de controle over de rechteroever.
In 1292 kwamen de Franse koning Filips IV en de abt van Saint-André overeen om een bastide te stichten op de rechteroever en twee forten te bouwen: de Toren van Filips de Schone en het Fort Saint-André. 1293 is de stichtingsdatum van de stad, die toen nog Villeneuve Saint-André heette. De stad werd gebouwd langs de rivier volgens een dambordpatroon en kreeg verschillende privileges. Het wapenschild van de gemeente Villeneuve-lès-Avignon herinnert aan de twee heersers van de plek: de abt van Saint-André weergegeven door het Sint-Andrieskruis en de koning van Frankrijk weergegeven door de Fleur de lis.  
Tijdens het verblijf van de pausen in Avignon (1309-1378) bloeide Villeneuve Saint-André. Er werden versterkte paleizen gebouwd door pausen en kardinalen en in 1333 werd de collegiale kerk Notre-Dame ingewijd. In 1356 werd het kartuizerklooster Val de Bénédiction gesticht door paus Innocentius VI.
Nadat het pauselijk hof in de 15e eeuw terug naar Rome was verhuisd, behield Villeneuve een zekere welstand dankzij de markten die er gehouden werden en de vele kloosters in de stad. De abdij Saint-André verbond zich in 1637 aan de mauristen en kwam opnieuw tot bloei. Er werden verschillende nieuwe gebouwen opgericht. De oude brug werd herhaaldelijk beschadigd door overstromingen van de rivier en ze werd niet meer hersteld na een overstroming in 1669. 
Na de Franse Revolutie verloor de stad haar koninklijke privileges en de kloosters werden afgeschaft. In de 19e eeuw vestigde er zich enkele fabrieken in de stad. Vanaf het einde van de 19e eeuw bouwden rijke inwoners van Avignon hun huizen in de heuvels van Villeneuve-lès-Avignon.

## Afbeeldingen

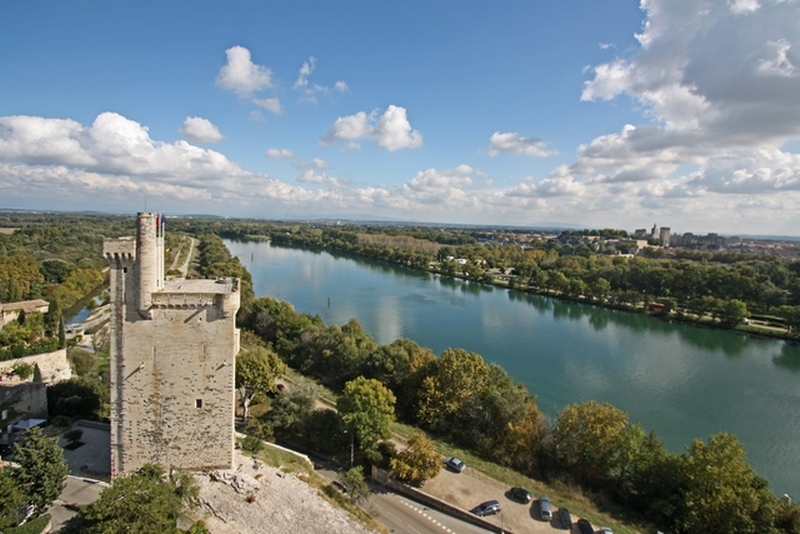
Toren van Filips de Schone
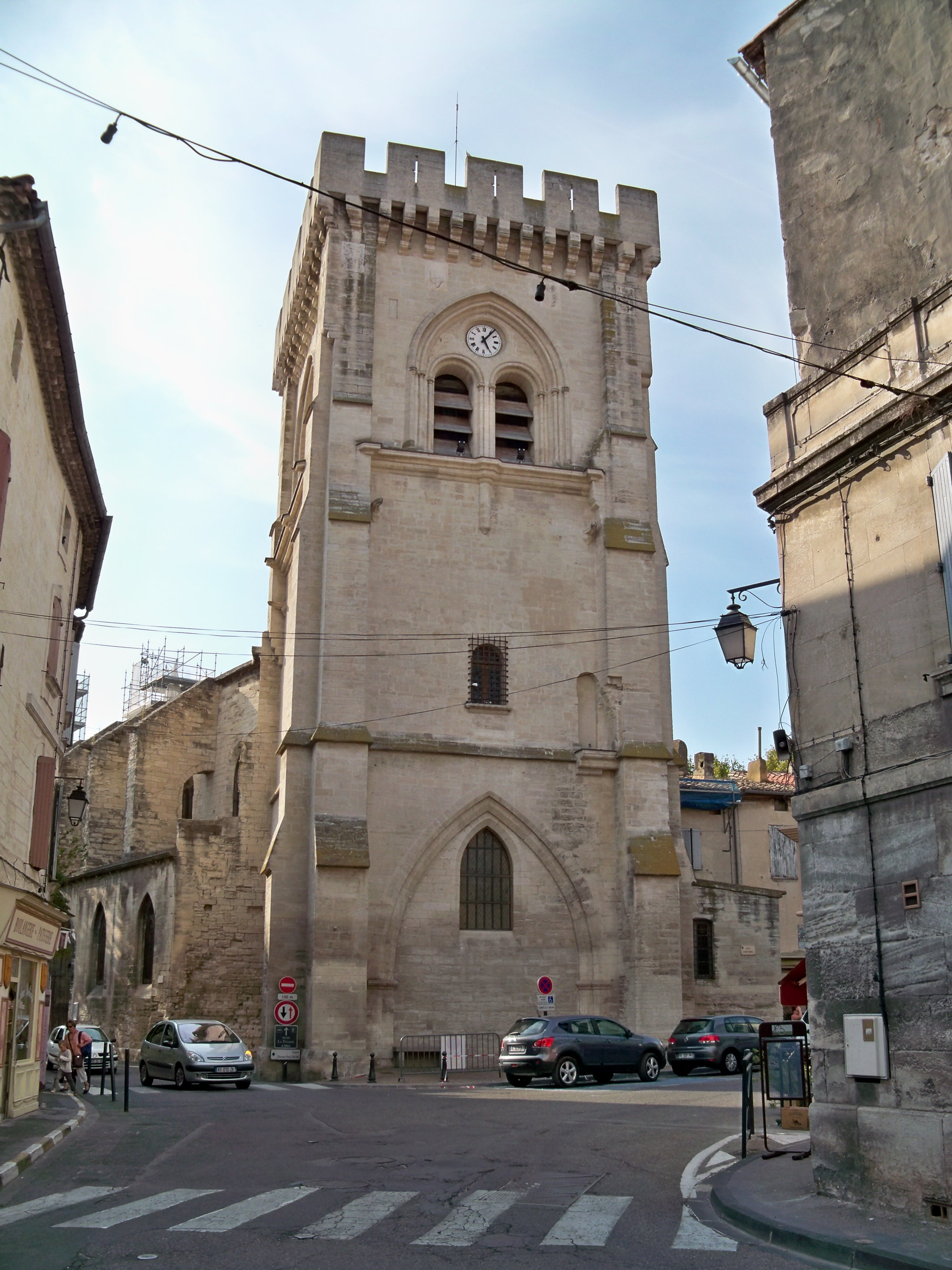
Kapittelkerk Notre-Dame
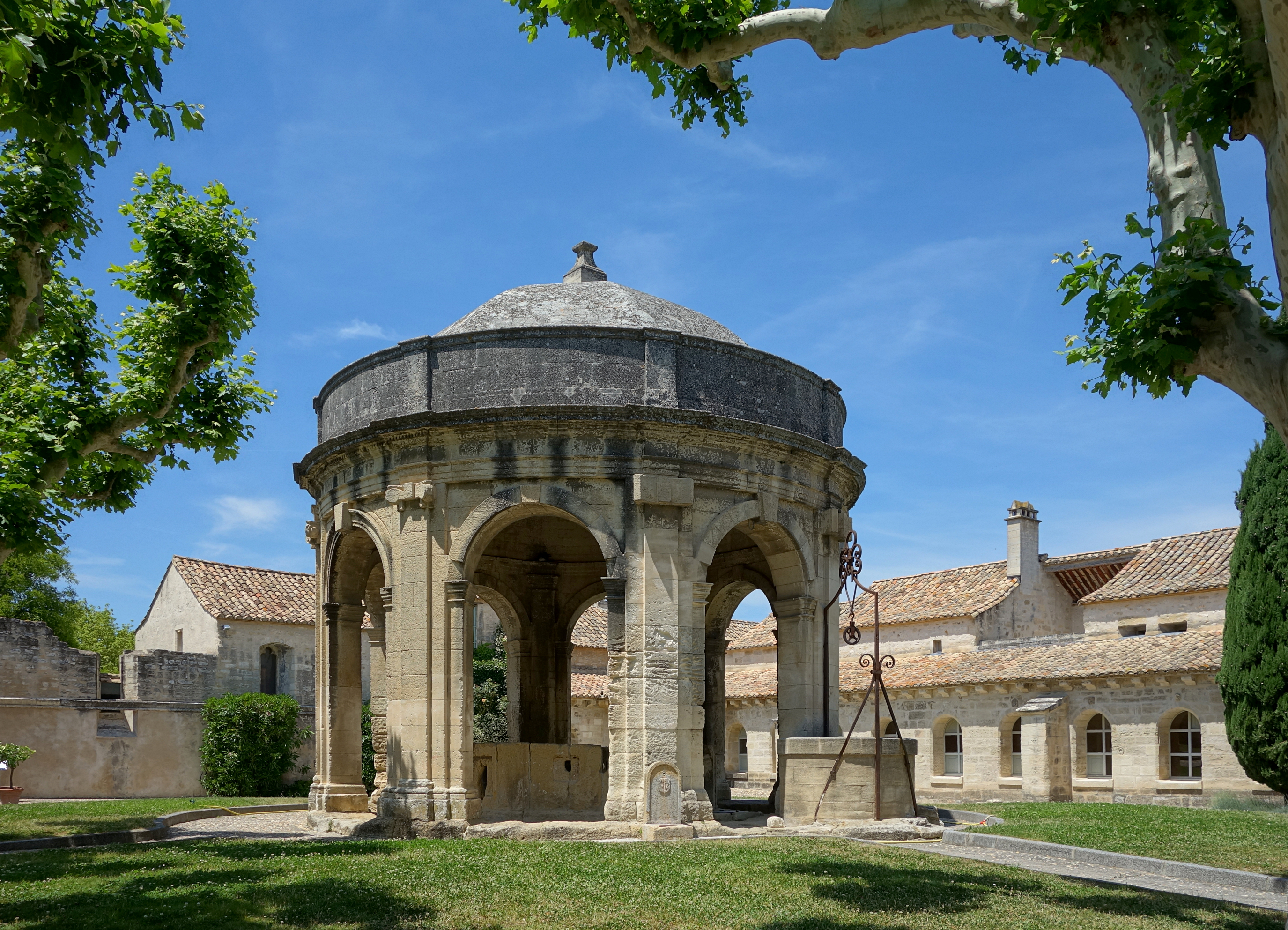
Chartreuse du Val de Bénédiction
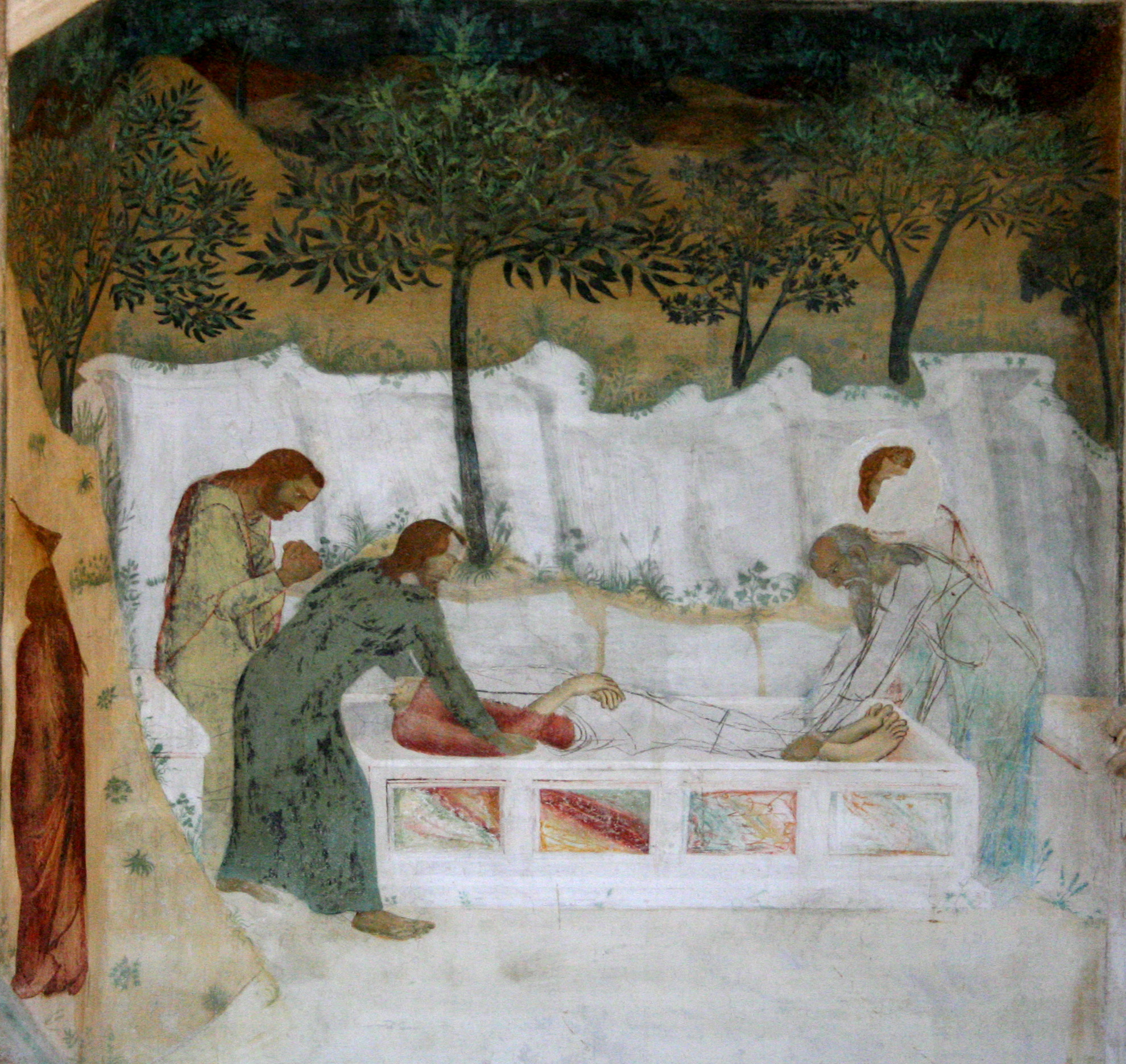
Fresco in het kartuizerklooster (graflegging van Johannes de Doper)
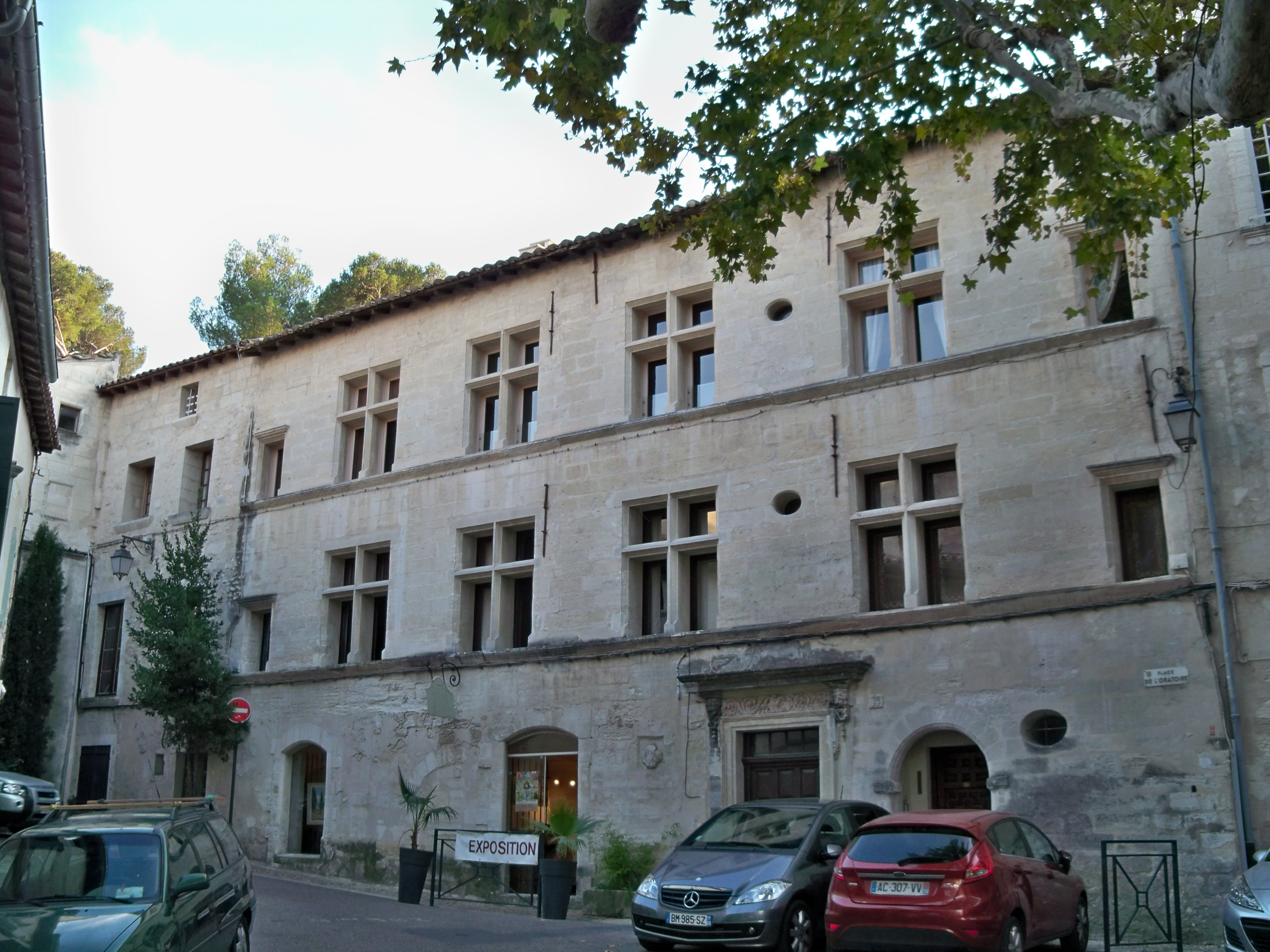
Livrée cardinalice de Canilhac, een paleis gebouwd door een kardinaal